# Brujería (film)
Pour les articles homonymes, voir Brujería.
Pour plus de détails, voir Fiche technique et Distribution.
Brujería – Sorcellerie (Brujería) est un film fantastique chilio-germano-mexicain écrit et réalisé par Christopher Murray, inspiré d'événements réels, et sorti en 2023.
La première a lieu le 21 janvier 2023 au Festival du film de Sundance.

## Synopsis

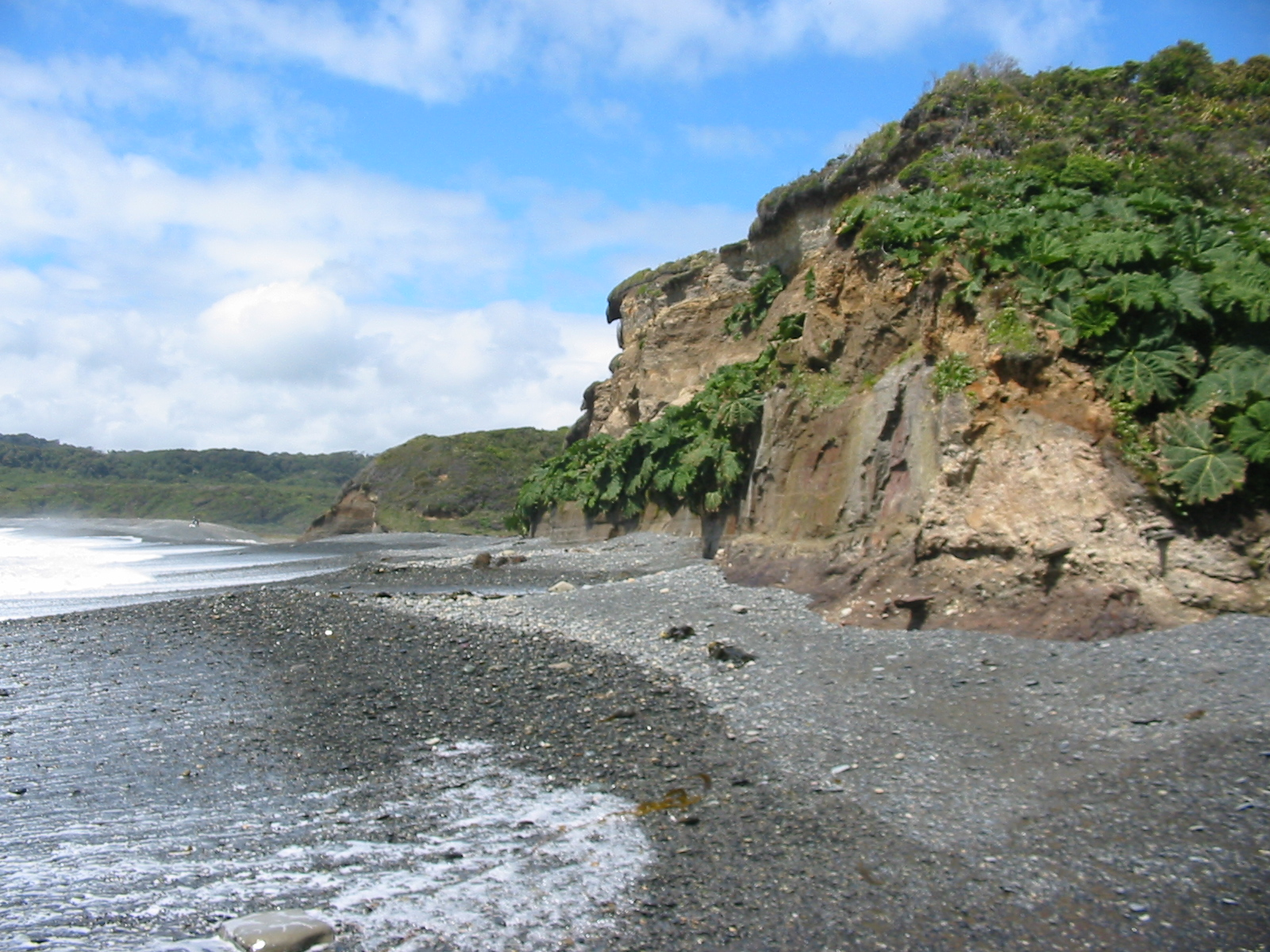
Le réalisateur Christopher Murray a visité les communautés indigènes de l'île de Chiloé en préparation du film.

Sur l'île de Chiloé en 1880, après que son père a été assassiné par un colon allemand, Rosa Raín se retire de son éducation chrétienne et cherche refuge auprès de Mateo, le chef de « La Recta Provincia », une organisation indigène qui pratique la sorcellerie. La jeune fille de 13 ans du peuple Huilliche apprend de lui l'art de la magie.

## Fiche technique
- Titre original : Brujería
- Titre français : Brujería – Sorcellerie
- Titre international : Sorcery
- Réalisation : Christopher Murray
- Scénario : Christopher Murray, Pablo Paredes
- Photographie : María Secco
- Montage : Paloma López
- Musique : Leonardo Heiblum
- Société de distribution :  Bobine Films (France)
- Pays de production :  Mexique,  Allemagne,  Chili
- Langues originales : espagnol, mapudungun, allemand
- Format : couleur
- Genre : fantastique
- Durée : 100 minutes
- Dates de sortie :
  - États-Unis : 21 janvier 2023 (Sundance Film Festival)
  - Mexique : 16 mars 2023
  - France : 28 mars 2023 (festival Cinélatino de Toulouse)[2] ; 5 mars 2025 (sortie nationale)
  - Allemagne : 28 juin 2023 (Festival du film de Munich)

## Distribution
- Valentina Véliz Caileo : Rosa Raín
- Daniel Antivilo : Mateo
- Sebastian Hülk :
- Daniel Muñoz :
- Neddiel Muñoz Millalonco :

## Inspiration
Le film est inspiré de faits réels. Dans les années 1880, les tensions entre les colons allemands et les Huilliches au Chili ont conduit à la persécution des Brujería (es) et aux procès des sorcières.

## Sortie
Le film est présenté en première au Festival du film de Sundance le 21 janvier 2023, puis au Festival international du film de Göteborg le 1er février 2023.

## Distinctions

### Récompenses
- Festival Cinélatino de Toulouse 2023 : prix Ciné +[4],[5]
- Festival international du film fantastique de Puchon 2023 : meilleur film[6]

### Sélections
- Festival international du film de Göteborg 2023 : compétition internationale[3]
- Festival du film de Sundance 2023 : World Cinema Dramatic Competition
- Festival du film de Munich 2023